# Partit de la Preservació Nacional
Partit de la Preservació Nacional (islandès Þjóðvarnarflokkurinn) va ser un partit polític a Islàndia. Fou fundat el 15 de març de 1953 pel mateix grup que va editar el setmanari Frjáls Þjóð (Nació Lliure). El partit estava en contra de l'ingrés d'Islàndia a l'OTAN i exigia un referèndum. També estava en contra de la presència de les bases militars dels Estats Units d'Amèrica (EUA) a Islàndia. Recolzava l'economia mixta amb participació pública i privada.
Va obtenir 2 escons a les eleccions legislatives islandeses de 1953 (Gils Guðmundsson i Bergur Sigurbjörnsson), però els va perdre a les de 1956. També va obtenir representants al Consell d'Estudiants de la Universitat d'Islàndia, al govern local d'Akureyri i a l'ajuntament de Reykjavík.
A les eleccions legislatives islandeses de 1963 va presentar els seus candidats a les llistes d'Aliança Popular. Gils Guðmundsson va obtenir un escó a l'Alþingi que va mantenir fins a 1979. L'altre ex-membre del parlament, Bergur Sigurbjörnsson, no va aconseguir recuperar el seu escó, però va servir dues vegades a l'Alþingi durant el període 1963-1967 substituint altres parlamentaris. 	

## Resultats electorals
| Any         | Vots  | %   | +/–  | Escons | +/– |
| ----------- | ----- | --- | ---- | ------ | --- |
| 1953        | 4.667 | 6,0 | Nou  | 2 / 52 | Nou |
| 1956        | 3.706 | 4,5 | -1,5 | 0 / 52 | 2   |
| 1959 (juny) | 2.137 | 2,5 | -2,0 | 0 / 52 | =   |
| 1959 (oct)  | 2.883 | 3,4 | +0,9 | 0 / 60 | =   |